# Mark Simpson
Mark Simpson (York, 4 de julho de 1965) é um jornalista e escritor britânico que se dedica principalmente a assuntos ligados ao género, à sexualidade e à cultura popular. Foi o criador da palavra "metrossexual" e editou a colectânea "Anti-Gay", na qual escritores homo- e bissexuais discutiram as falhas da cultura gay. É autor de Saint Morrissey, uma auto-intitulada "psico-biografia" inovadora do antigo líder da banda Smiths.
Simpson escreveu para várias publicações em todo o mundo, incluindo The Times, The Guardian, Salon, Arena Homme +, GQ Style, Vogues Hommes International, The Independent on Sunday, Têtu, the Seattle Stranger e Dutch Playboy. Em dezembro de 2007, a GQ Rússia o classificou entre as 'Top Ten Things That Changed Men's Lives'.

## O termometrossexual
Mark Simpson é creditado por cunhar o termo metrossexual em um artigo de 1994 para o The Independent. Ele também apresentou a palavra aos Estados Unidos em 'Meet the Metrosexual', um ensaio muito citado no Salon.com em 2002, levando à popularidade global do termo. Esta também foi a primeira citação do jogador de futebol britânico David Beckham como o exemplo definitivo do tipo. Simpson foi posteriormente creditado com a introdução do termo 'retrossexual' (no sentido de anti-metrossexual) em 2003.
Descrito como uma das "Idéias do Ano" pelo The New York Times em 2006, Simpson escreveu sobre a questão do esporte e da publicidade cada vez mais usando imagens homoeróticas, em um processo que ele apelidou de "sporno" ("o lugar onde o esporte e a pornografia se encontram e produzir um tiro de dinheiro gigante "). Simpson escreveu sobre "sporno" para a revista Out comentando que: "toda uma nova geração de jovens fanfarrões, de jogadores de futebol brilhantes como Alan Smith e Cristiano Ronaldo do Manchester United a perspectivas mais rudes como Joe Cole do Chelsea e Kaká do AC Milan, ansiosos para emular seu sucesso, estão perseguindo ativamente o status de objeto sexual em um mundo pós-metressexual, cada vez mais pornolizado." O jornal London The Times também apresentou sporno em sua lista 'Year in Ideas'.

## Livros

### Saint Morrissey
Saint Morrissey foi a "psico-bio" de Simpson do ex-líder do Smiths, escrita em um ponto baixo da carreira do cantor e publicada um ano antes do retorno de Morrissey em 2004. O livro suscitou algumas comparações com o estilo do sujeito: "Simpson é engraçado, inteligente, honesto, irreverente e egoísta: o par perfeito para Morrissey. Mais biografias deveriam ser escritas desta forma." (Laurence Phelan, Independent on Sunday Books of the year')